# Santa Ynez
Santa Ynez ist ein census-designated place (CDP) im Santa Barbara County im US-Bundesstaat Kalifornien mit 4505 Einwohnern (Stand: 2020). Santa Ynez (benannt nach der heiligen Agnes) ist eine der fünf Siedlungen im Santa Ynez Valley.

## Bevölkerung
Das Santa Ynez Valley wurde schon früh von den Chumash-Indianern bevölkert, die heute ihr letztes Reservat in Santa Ynez haben. Nach dem Stand der Volkszählung 2010 leben in Santa Ynez 85,9 Prozent Weiße, 14,5 Prozent Lateinamerikaner (Latinos), 5,3 Prozent Ureinwohner, 1,2 Prozent Asiaten und 0,3 Prozent Afroamerikaner. Die Anzahl der Haushalte betrug 1741, während das Medianalter der Bevölkerung bei 47,8 Jahren lag, was über dem kalifornischen Durchschnitt liegt. Auf 100 Frauen kamen 96,3 Männer.

## Wirtschaft
Wie im gesamten Santa Ynez Valley wird auch in Santa Ynez hauptsächlich Weinbau betrieben.
Die Chumash betreiben in ihrem Reservat außerdem das Chumash Casino, das nicht nur wegen Glücksspiels, sondern auch wegen größeren Veranstaltungen (z. B. Boxkämpfe) für Touristen interessant ist. 
Zwei Kilometer südöstlich der Stadt liegt der öffentliche Flughafen Santa Ynez Airport.

## Sonstiges
- 13 Kilometer nördlich von Santa Ynez liegt die durch Michael Jackson berühmt gewordene Neverland-Ranch.